# 悪魔なエロス
『悪魔なエロス』（あくまなエロス）は、新條まゆによる日本の少女漫画作品。『少女コミック』（小学館）にて2001年3・4合併号から24号まで連載された。番外編として「悪魔なダーリン」（『ちゃお』2001年9月号増刊の『ChuChu』に掲載）が、完結編として「悪魔な同棲」（『少女コミック』増刊2002年2月14日号掲載）がある。

## あらすじ
憧れの天宮司恩と両思いになりたいと思った少女桜井ミウは、魔術でサタンを呼び出してしまう。しかし、司恩と両想いになっても頭の中はサタンのことでいっぱい。
その後、天宮司恩とサタンの正体がわかってしまったり、サタンのセックスフレンドなる人物が人間界に来たりするなどの出来事が起こる。

## 登場人物
桜井ミウ（さくらい みう）
主人公。エスカレーター式ミッションスクールである聖蘭学院の、高等部1年3組。童顔と小柄な体格であることが悩みだったが、サタンに処女を奪われてからは女の色香を纏うようになる。
憧れの天宮司恩と両想いになるために魔術でサタンを呼び出し、司恩と両想いになるが、サタンのことが忘れられずにいた。司恩にキスされたあと、サタンにサバトの相手をされる。セーラの陰謀によって命を落とし天国へ行くが、司恩の手を振り切りサタンの妻として魔界で暮らすことを選ぶ。しかし、人間界への淋しさを募らせ、それを踏まえたサタンの手筈により、その後は時折人間界にも行き来しながら生活している。「悪魔な同棲」では、サタンと誓いの杯を飲み‘婚礼の儀’を行った。
天宮司恩（あまみや しおん）（ミカエル）
中等部から編入してきた、ミウのクラスメイト。文武両道にして敬虔なクリスチャンで、学校の礼拝堂の管理も任されている。実は天使でありミウに思いを寄せていた。
桜井魁（さくらい かい）（サタン）
元天使の魔界の王。桜井魁という名前で、病気で2年間留年していたミウの兄として過ごした後、同じ名前で生物教師として過ごした。残酷で、人間の常識が通用しない。
桜井翼（さくらい つばさ）（マルパス）
もともとはただのカラスだったが、人間に殺されたあとサタンに救われた恩で彼の部下となっている。サタンがミウの兄としていたときは、ミウの幼い弟として過ごしていた。サタンが生物教師として過ごしていたときは、ミウの同級生としてミウを監視していた。「悪魔なダーリン」では鳥居愛美の病室に来たとき一人前の悪魔になって愛美の病を治すことを誓った。
セーラ
天使と悪魔のハーフ。天使と同じ白い翼を持つが、性格は悪魔寄りで残忍。サタンのセックスフレンドだったが、サタンがミウばかり愛することにやきもちを焼いて人間界に乗り込んだ。人間界ではアメリカから来た桜井魁の婚約者として過ごしていた。ミウの上に鉄骨を落として殺した後、サタンに殺される。
鳥井愛美
聖蘭学園中等部2年生。「悪魔なダーリン」のみ登場。幼いときただのカラスだったマルパスを救えずにマルパスの墓を立てた。中等部2年生になってからマルパスに再会するが不治の病におかされていた。
バアル
魔界でサタンと敵対する悪魔。サタンから王位を奪うためにミウを誘拐し、さらに手篭めにしようとしたことでサタンの逆鱗に触れ、圧倒的な力により倒される。
「悪魔な同棲」で登場。

## 書籍情報

### 単行本
小学館のフラワーコミックスより発行。
- 悪魔なエロス1 2001年6月20日発行、ISBN 4-09-136753-4
- 悪魔なエロス2 2001年9月20日発行、ISBN 4-09-136754-2
- 悪魔なエロス3 2001年12月20日発行、ISBN 4-09-136755-0
- 悪魔なエロス4 2002年4月20日発行、ISBN 4-09-136756-9

### 文庫版
- 悪魔なエロス1 2006年02月14日発行、ISBN 4-09-191711-9
- 悪魔なエロス2 2006年02月14日発行、ISBN 4-09-191712-7